# Loi sur la liberté individuelle (Floride)
Lire en ligne

https://www.flsenate.gov/Session/Bill/2022/7/BillText/Filed/PDF

La loi sur la liberté individuelle, communément appelée Stop Wrongs to Our Kids and Employees (Woke) Act (« Loi Arrêt des torts causés à nos enfants et à nos employés »), est une loi de l'État de Floride qui réglemente le contenu de l'enseignement et de la formation dans les écoles et sur les lieux de travail.
La loi concerne les employeurs, les employés, les membres d'organisations, les personnes qui passent des examens de certification, de licence ou d'accréditation, les enseignants, les élèves et le département de l'éducation de Floride. 
Les objectifs de cette loi sont de protéger la liberté individuelle des élèves et des salariés, d'entraver tout endoctrinement idéologique dans les lieux de travail et les écoles et de fournir un enseignement objectif et factuel de l'histoire des Afro-Américains. 
"Stop WOKE Act" modifie la loi de 1992 sur les droits civils en Floride  en disposant que le fait de soumettre des individus à des concepts spécifiques dans certaines circonstances constitue une discrimination fondée sur la race, la couleur, le sexe ou l'origine nationale. Parmi ces dispositions, la loi interdit toute forme d'instruction selon laquelle l'individu doit partager la responsabilité des agissements passés d'autres personnes de la même race, du même sexe ou de la même origine nationale qu'eux et doit en ressentir de la culpabilité, de l'angoisse ou d'autres formes de détresse psychologique en raison de ces actions, dans lesquelles il n'a pourtant joué aucun rôle. Elle interdit le fait que des vertus comme le mérite, l'excellence, le travail, l'équité, la neutralité, l'objectivité et l'indifférence raciale soient dans un enseignement ou une formation soient qualifiées de racistes ou sexistes ou le fait que ces vertus aient été créées par des membres d'une race, d'une couleur, d'un sexe ou d'une origine nationale particulière pour opprimer des membres d'une autre race, d'une autre couleur, d'un autre sexe ou d'une autre origine nationale. Elle prohibe également les enseignements ou formations qui détermineraient la moralité d'un individu par sa race, sa couleur, son sexe ou son origine nationale. 
Après avoir été adoptée par la Chambre des représentants et le Sénat de Floride, elle fut signée par le gouverneur Ron DeSantis le 22 avril 2022 et est entrée en vigueur le 1er juillet de la même année.
Cette loi était une réponse à la propagation de la théorie critique de la race et d'autres concepts que le législateur floridien juge discordants et nuisibles pour la cohésion sociale. Le législateur a affirmé que cette loi visait à défendre les valeurs américaines et à respecter la dignité humaine. Cette loi suscite des critiques de la part de certains groupes de défense des droits humains, des éducateurs et des militants qui la considèrent comme une atteinte à la liberté d'expression, à la diversité et à l'inclusion. Certains détracteurs de la loi l'ont même qualifiée de "whitewashing" et de remise en cause du premier amendement de la Constitution des États-Unis.
En août 2022, le juge de district Mark E. Walker a déclaré que les parties de la loi relatives à la formation à la diversité sur le lieu de travail étaient inconstitutionnelles et, en novembre, il avait émis une injonction temporaire empêchant l'application de la loi dans l'enseignement supérieur,.